# استیو تورپی
استیو تورپی (انگلیسی: Steve Torpey؛ زادهٔ ۱۶ سپتامبر ۱۹۸۱) بازیکن فوتبال سابق انگلیسی است که به عنوان یک مهاجم بازی می‌کرد. او اکنون به عنوان یک مربی تمام وقت در تیم جوانان منچستر سیتی کار می‌کند.
از باشگاه‌هایی که در آن بازی کرده‌است می‌توان به باشگاه فوتبال آلترینچام، باشگاه فوتبال پورت ویل، باشگاه فوتبال پرسکوت کابلس، باشگاه فوتبال فلیتوود، باشگاه فوتبال استالی‌بریج سلتیک، و باشگاه فوتبال آترتون لامبورنوم راورز، باشگاه فوتبال یونایتد آف منچستر، باشگاه فوتبال تلفورد یونایتد، باشگاه فوتبال لیورپول، باشگاه فوتبال پرسکوت کابلس، باشگاه فوتبال استالی‌بریج سلتیک، و باشگاه فوتبال یونایتد آف منچستر اشاره کرد.